# Vuze (企業)
Vuze, Inc.（旧称Azureus, Inc.）は、オープンソースのBitTorrentクライアントであるAzureusの主要な開発者の一部によって2006年に設立されたアメリカの動画配信サービスプロバイダーである。カリフォルニア州サンマテオに拠点を置き、コンピュータのモニターまたは接続されたテレビで視聴可能なオンデマンドコンテンツを提供している。「Azureusの背後にある企業」として自称している。

## 歴史
同社は「テレビ、映画、メディア企業12社との配信契約を結んでいる」と主張していた。Vuzeは、BBC、Showtime、PBS、A&E、ナショナルジオグラフィックなどの国際的なテレビネットワーク、および制作スタジオやコンテンツ制作者からコンテンツを引き付け、提供してきた。2006年12月には、BBCが多数の自社番組のエピソードをVuzeを通じて提供することを発表した（DRMによって制限されている）。
2007年1月、同社はAzureusを基盤とするオープンなエンターテインメントプラットフォームVuze（旧称Zudeo）を立ち上げた。これはコンテンツ提供者が自らのコンテンツをインターネット上で容易に配信できるようにすることを目的としている。
2007年11月、Vuzeは連邦通信委員会（FCC）に対し、インターネットサービスプロバイダ（ISP）による通信速度制限（スロットリング）を規制するよう請願を提出した。Vuzeは「Petition for Rulemaking」を提出し、FCCに対し、ビデオファイルを含むインターネットコンテンツのアップロードおよびダウンロード速度をISPがブロックまたは制限する行為に対する規制の採択を求めた。同月、PBSとVuzeはコンテンツアライアンスを立ち上げた。
2007年12月、Vuzeは資金調達のCラウンドで2,000万ドルを確保した。このラウンドはニュー・エンタープライズ・アソシエイツ（NEA）が主導し、既存の投資家であるレッドポイント・ベンチャーズ、Greycroft Partners、BV Capital、ジャール・モーンが参加した。この投資の結果、TiVo共同創業者で元CEOのマイク・ラムゼイがVuzeの取締役会に加わった。